# Florian Fricke
Florian Fricke (* 23. Februar 1944 in Lindau; † 29. Dezember 2001 in München) war ein deutscher Pianist, Organist und Gründer der Band Popol Vuh.
Aufgrund der ersten beiden Alben von Popol Vuh gilt er als Elektronikmusik-Pionier.

## Leben
Florian Fricke begann bereits in der Kindheit, Klavier zu spielen. Er studierte Klavier, Komposition und Dirigieren an der Musikhochschule Freiburg (bei Edith Picht-Axenfeld) und in München bei Rudolf Hindemith. Bereits mit 18 Jahren drehte er Kurzfilme. Er schrieb als Film- und Musikkritiker für die Süddeutsche Zeitung  (auch Spiegel und Neue Zürcher Zeitung).
Um 1967 traf er den Regisseur Werner Herzog, in dessen Spielfilmdebüt Lebenszeichen er eine Rolle spielte. Fricke schrieb ab 1971 auch die Musik für mehrere Filme von Werner Herzog, u. a. für Aguirre, der Zorn Gottes, Herz aus Glas, Fitzcarraldo und Nosferatu – Phantom der Nacht.
Fricke gehörte seit 1969 mit zu den ersten Musikern, die einen Moog III-Synthesizer nutzten. Seine  Veröffentlichungen unter Verwendung dieses signifikanten Instruments bis 1972 sollten die Elektronische Musik in Deutschland prägen. Fricke sagte 1970: „Die Musik, die man mit einem Moog machen kann, umfasst schlechthin die Empfindungsmöglichkeiten des Menschen“.
Gemeinsam mit Holger Trülzsch und Frank Fiedler gründete er 1970 die Gruppe Popol Vuh, die dem Krautrock zugeordnet wird. Der Name ist der Mayakultur entlehnt und erinnert an die Schöpfungsgeschichte des Menschen. Die Band setzte oftmals christliche oder mystische Motive in ihrer Musik um und widersetzte sich kontinuierlich einer Kategorisierung. Popol Vuh selbst bezeichnete den eigenen Stil als „Lyrik-Rock“, „Magic Music“ oder „Cosmic Space Rock“. Bis 1997 wurden über 20 Alben veröffentlicht.
Neben der Arbeit mit Popol Vuh arbeitete Fricke mit zahlreichen Musikern zusammen. Er war 1972 auf dem Album Zeit der Gruppe Tangerine Dream zu hören, eine weitere Zusammenarbeit bestand mit Renate Knaup von Amon Düül II. Gemeinsam mit Daniel Fichelscher, der auch bei Popol Vuh und Amon Düül II mitwirkte, war Fricke 1973 bis 1974 bei der Band Gila. Darüber hinaus realisierte er verschiedentliche Solo-Projekte, u. a. 1992 eine Einspielung von Mozart-Kompositionen.
Fricke widmete sich seit Ende der 1970er Jahre auch intensiv der Musiktherapie bzw. der Klangtherapie. Aus Versatzstücken aus Yoga und tibetischem Gesang entwickelte er eine eigene Therapieform, die er „Alphabet des Körpers“ nannte.
Gemeinsam mit dem Popol-Vuh-Mitstreiter Frank Fiedler, der hauptberuflich Kameramann war, unternahm Fricke spirituell inspirierte Filmproduktionen in der Wüste Sinai, in Israel, im Libanon, an Euphrat und Tigris, in Marokko, Afghanistan, Nepal und Tibet. Ab den 1990er Jahren entstanden szenische Audio-Video-Installationen unter anderem im italienischen Molfetta.
Florian Fricke starb am 29. Dezember 2001 im Alter von 57 Jahren in München an einem Schlaganfall.

## Diskografie
- Aufnahmen mit Popol Vuh, Gila
- 1972: Zeit (mit Tangerine Dream)
- 1975: Die Erde und ich sind eins